# Рихтер, Детлеф
Детлеф Рихтер (нем. Detlef Richter, 6 июня 1956, Лейпциг, ГДР) — восточно-германский бобслеист, выступавший за сборную ГДР в конце 1970-х — конце 1980-х годов. Участник двух зимних Олимпийских игр, бронзовый призёр Лейк-Плэсида.

## Биография
Детлеф Рихтер родился 6 июня 1956 года в городе Лейпциг. Активно заниматься бобслеем начал в 1978 году, вскоре стал полноправным членом национальной сборной ГДР, где попеременно выступал то в роли пилота, то в роли разгоняющего. Первую медаль международного класса выиграл на чемпионате мира 1979 года в Кёнигсзее, его двойка финишировала второй. Благодаря такому успеху был приглашён защищать честь страны на Олимпийские игры 1980 года в Лейк-Плэсид, где в составе команды, куда также вошли пилот Хорст Шёнау с разгоняющими Роландом Ветцигом и Андреасом Кирхнером, завоевал бронзовую награду.
1980-е годы принесли Рихтеру немало медалей различного достоинства, но среди них нет ни одной золотой. Так, на чемпионате Европы 1981 года он взял серебро, годом спустя ещё одно серебро, а в 1983-м на чемпионате мира удостоился бронзы. В 1984 году пополнил медальную коллекцию ещё двумя серебряными наградами европейского первенства, а в 1985-м показал точно такой же результат на первенстве мира в итальянской Червинии. В 1986 году добавил в послужной список две бронзы, одну с чемпионата мира, другую Европы, после чего в карьере спортсмена наступил небольшой спад.
Вновь Детлеф Рихтер напомнил о себе только через два года, когда после долгого перерыва неожиданно принял участие в Олимпийских играх 1988 года в Калгари. Команда ставила перед собой самые высокие задачи, но в итоге их четырёхместный экипаж финишировал лишь восьмым. Тем не менее, в сезоне 1988/89 Рихтер показал лучший для себя результат на Кубке мира, заняв второе место общего зачёта, как в двойках, так и в четвёрках. Вскоре после этих заездов принял решение завершить карьеру профессионального спортсмена, уступив место молодым немецким бобслеистам.